# Српски орлић
Часопис „Српски орлић“ основала је ђачка дружина у лицеју у Бастији на Корзици, са циљем да развије писменост и родољубље.
Уредник је био Светозар Стојановић, а радове, који су углавном били у форми школског састава, су писали ђаци, што је карактеристично за овај часопис. Текстовима доминирају мотиви родољубља, носталгије, мучеништва и васкрснућа српског народа. Часопис је нередовно објављиван у пет бројева од 4 стране од 2. априла 1917. до 15. јуна 1917, када је укинут одлуком Просветног одељења српске владе због смањења трошкова.